# Zelenoborsky
Zelenoborsky (russisk: Зеленоборский, finsk: Ruhtinanlahti) er en by på 7.640 indbyggere (2002), beliggende på Kolahalvøen i Murmansk oblast, det nordvestlige Rusland. Zelenoborsky er administrativt underlagt Kandalaksja som ligger ca. 30 nord for byen.